# 马尔瑟奈 (科多尔省)
马尔瑟奈（法語：Marcenay，法語發音：[maʁsənɛ]）是法国科多尔省的一个市镇，属于蒙巴尔区。

## 地理
马尔瑟奈（47°51'46"N, 4°24'14"E）面积9.49 平方千米，位于法国勃艮第-弗朗什-孔泰大區科多尔省，该省份为法国中东部省份，北起奥布省，西接涅夫勒省和约讷省，南至索恩-卢瓦尔省，东南接汝拉省，东临上索恩省，东北部与上马恩省接壤。
与马尔瑟奈接壤的市镇（或旧市镇、城区）包括：维勒迪约、比塞拉皮埃尔、格里塞勒、莱涅、拉雷。

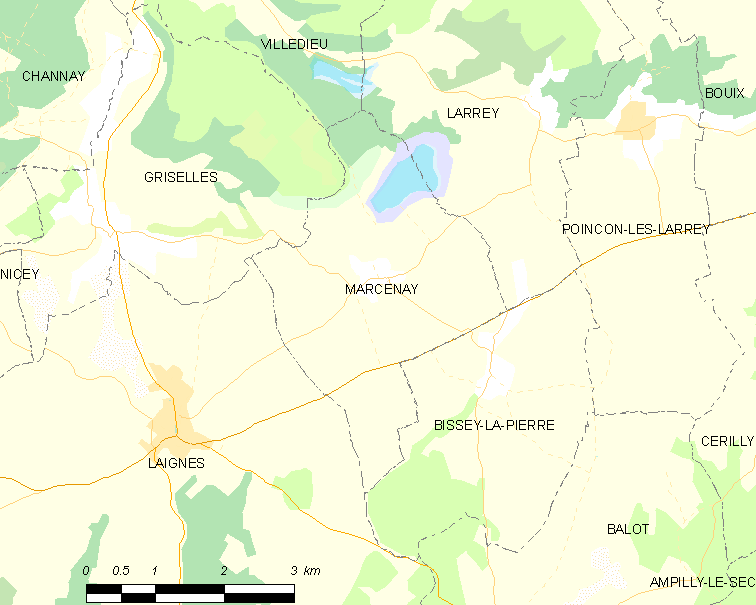
的OSM定位图

马尔瑟奈的时区为UTC+01:00、UTC+02:00（夏令时）。

## 行政
马尔瑟奈的邮政编码为21330，INSEE市镇编码为21378。

## 政治
马尔瑟奈所属的省级选区为塞纳河畔沙蒂永县。

## 人口

1962-2008年间人口变化图示

马尔瑟奈于2022年1月1日时的人口数量为98人。